# Técnicas contra hombres rana

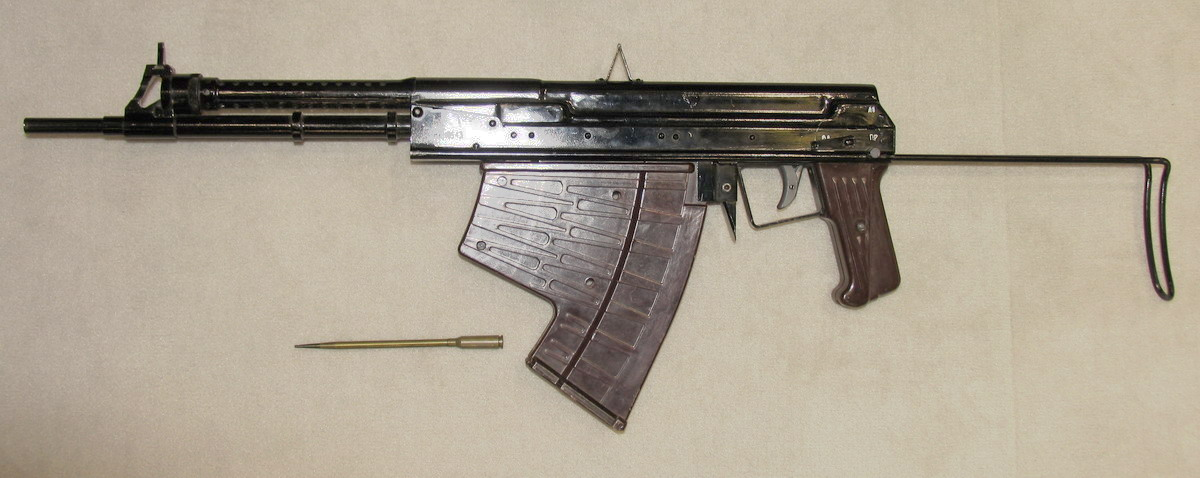
Fusil de asalto subacuático APS.

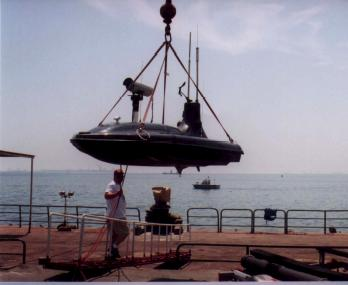
"OWL" ROV Sumergible utilizado como técnicas contra hombre ranas

Las técnicas contra hombres rana son métodos de seguridad desarrollados para proteger navíos, puertos e instalaciones y otras fuentes sensibles, cercanas o en aguas vulnerables, ante potenciales amenazas o intrusiones por parte de hombres rana u otros nadadores.

## Historia
En la Segunda Guerra Mundial esta necesidad de seguridad submarina fue expuesta por los logros de los hombres rana en contra de las instalaciones de las principales fuerzas armadas. Desde finales de los 50, la creciente demanda por disponer de equipo sofisticado de buceo ha creado un interés por proteger valiosos sitios arqueológicos submarinos.
El 12 de octubre del 2000, el USS Cole  no estaba acompañado de buceadores y brindó una renovada atención por la peligrosidad que estos presentan para las embarcaciones. Pueden nadar cerca de 100 a 200 yardas en tres minutos y los grandes rangos del sonar necesitarían establecerse alrededor de las naves para permitir a las fuerzas de seguridad la detección de nadadores submarinos con tiempo suficiente para responder a su amenaza.
En marzo del 2005 el ejército filipino, interrogando a un terrorista capturado, descubrió que dos peligrosas organizaciones terroristas de Asia Sudoriental, ligadas a Al Qaeda, se encontraban entrenando a sus militantes sobre buceo submarino, para llevar a cabo ataques a sus instalaciones.

## Armas de fuego subacuáticas
Un arma de fuego subacuática es un arma de fuego especialmente diseñada para emplearse bajo el agua y hacen parte de las técnicas contra hombres rana. Este tipo de armas figuran en los arsenales de varios países.

## Granadas explosivas
Las granadas de alto poder explosivo se pueden utilizar como cargas de profundidad submarinas, alrededor de embarcaciones y otros objetivos navales, algunas granadas están diseñadas para usarse contra hombres rana enemigos y buzos militares. Las explosiones submarinas matan o incapacitan al objetivo al crear una onda expansiva letal bajo el agua.

## Riesgos y consideraciones
Consecuente a la Segunda Guerra Mundial, la creciente popularidad en el buceo recreativo introdujo una nueva complejidad en la seguridad submarina. Los buceadores no solamente deberían ser detectados, sino igualmente evaluados en sus intenciones y propósitos, al nadar en áreas vigiladas. Los pasos para protegerse contra el riesgo y amenaza de buceadores deben tener en cuenta las posibles razones por las cuales estarían explorando áreas protegidas. Los buceadores pueden ser:
- Nadadores recreativos sin intenciones perjudiciales
- Nadadores removiendo formas de vida u objetos valiosos del fondo marino ilegalmente
- Amenazas con intenciones de sabotaje o recolección de información en aguas con blancos sensibles

Los nadadores pueden aproximarse desde la superficie o por debajo del agua. Ambas representan retos de detección y respuesta diferentes. La intercepción y captura de intrusos detectados en cuerpos de agua tienen riesgos de seguridad específicos.